# Vogelmolen

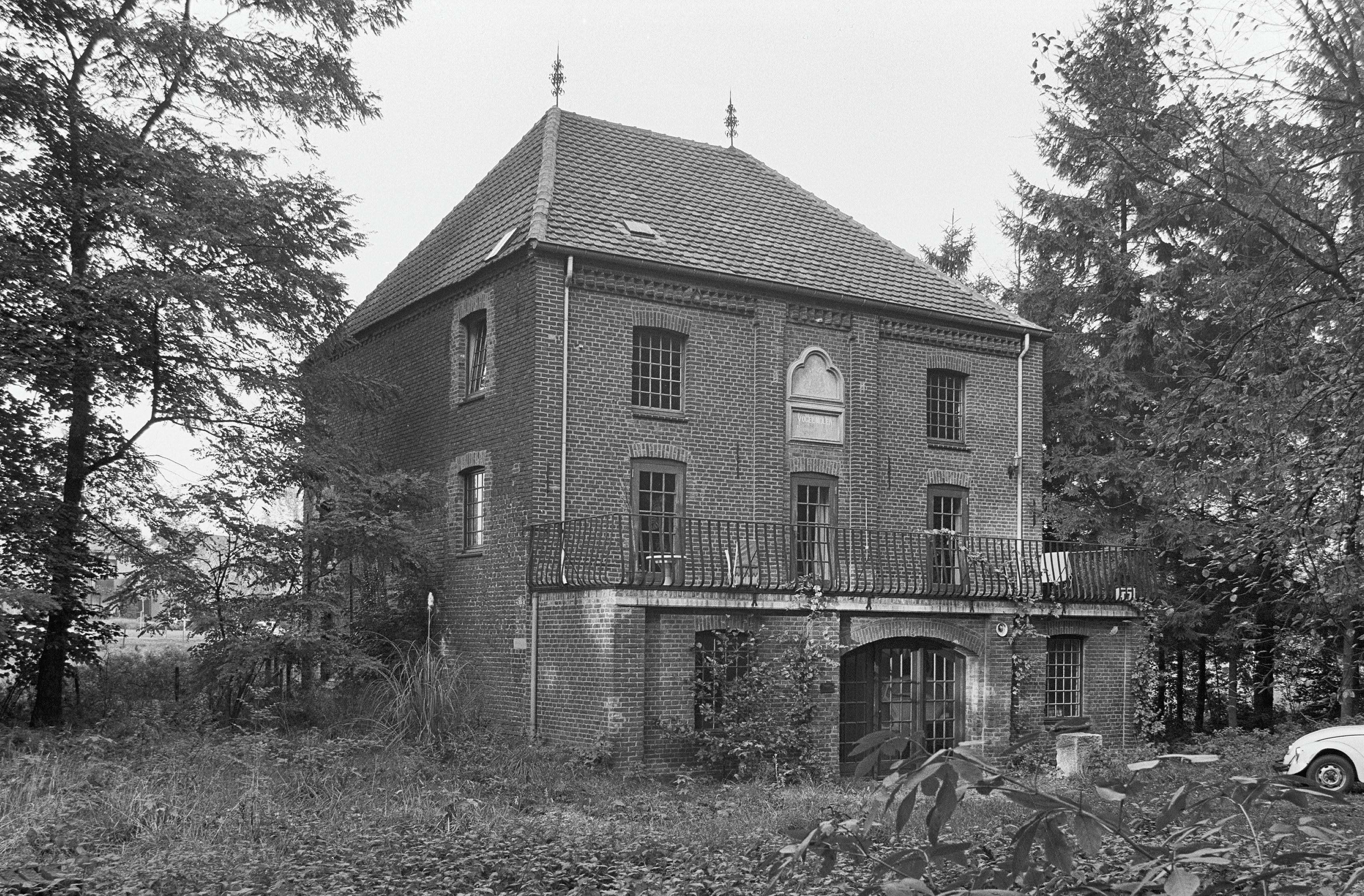
Vogelmolen

De Vogelmolen is een voormalige watermolen op de Haelense Beek, gelegen aan Kasteellaan 15-17 te Haelen.
De molen, die zowel als korenmolen en oliemolen fungeerde, behoorde bij Kasteel Aldenghoor. Beide activiteiten vonden plaats in één gebouw.

## Geschiedenis
De naam van de molen zou afkomstig zijn van een vroegere molen, die in buurtschap Overhaelen was gelegen, nabij het Vogelshof. In 1778 werd de molen verplaatst naar het kasteel, enkele honderden meter stroomafwaarts. De molen werd verbouwd in 1882, en het werd toen een stenen industriële molen. Een gevelsteen vermeldt beide jaartalen, en ook het wapen van het geslacht De Keverberg, woonachtig op het kasteel. In 1905 overleed de laatste mannelijke telg van dit geslacht en in 1911 werd de molen verkocht aan een particulier.
Het waterrad werd al vóór de Eerste Wereldoorlog vervangen door een turbine. In 1957 stopte het molenbedrijf en werd het stuwrecht verkocht aan Waterschap Midden-Limburg. De molen werd verkocht aan de Missionarissen van Mill Hill. De inventaris was bij de koop niet inbegrepen en moest worden verwijderd. Het klooster werd later beëindigd en het molengebouw kreeg nog diverse eigenaren en bestemmingen, en is tegenwoordig (2016) een restaurant.
Het stenen gebouw, voorzien van een tentdak, bestaat nog steeds. Het water loopt onder het gebouw door.
Wel leidde de restaurantfunctie tot de bouw van enkele recente bijgebouwen.